# ウレアーゼ

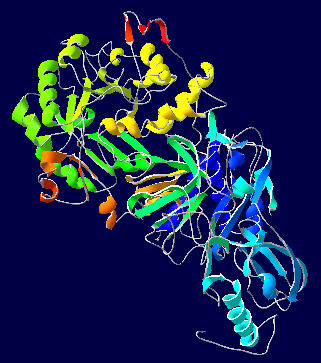
ヘリコバクター・ピロリのウレアーゼ（Protein Data Bank より）

ウレアーゼ (urease; EC 3.5.1.5) は尿素を加水分解により二酸化炭素とアンモニアに分解する酵素。
反応：
{\displaystyle {\ce {(NH2)2CO + H2O -> CO2 + 2NH3}}}
1926年にジェームズ・サムナーがナタマメのウレアーゼをタンパク質としては初めて結晶化することに成功し、酵素の主成分がタンパク質であることが明らかになった。その後、ウレアーゼは活性中心にニッケルを含む酵素であることが判明し、現在では完全な結晶構造も明らかになっている。
胃潰瘍の原因菌として知られるヘリコバクター・ピロリは本酵素を発現してアンモニアを産生し、局所的に胃酸を中和することで胃内での生息が可能となっている。